# Їлдирим-Джамі
Їлдирим-Джамі або Йилдирим-Джамі (крим. Yıldırım Cami) — колишня мечеть у місті Карасубазар (Білогірськ) Автономної Республіки Крим.

## Історія
Йилдирим-Джамі побудована XVIII—XIX століттях. Назва, що перекладається як «мечеть-блискавка», з'явилася після того, як у мінарет ударила блискавка та залишила на будівлі безліч тріщин.
Закрита радянською владою 27 травня 1938 року, останнью з мечетей міста.
На даний момент будинок використовується як житловий будинок, як 8-квартирний гуртожиток.
Активісти Карасубазара працюють над поверненням святині мусульманам.